# Luís Manuel Ferreira Delgado
Luís Manuel Ferreira Delgado, más conocido como Delgado (Luanda, Angola, 1 de noviembre de 1979), es un futbolista angoleño que actualmente juega para el Petro Atlético.

## Trayectoria
| Clubes profesionales |                                     |                  |
| Período              | Club                                | Partidos (goles) |
| 2001-2003            | Atlético Petróleos Luanda           | - (-)            |
| 2003-2005            | Clube Desportivo Primeiro de Agosto | - (-)            |
| 2005-2006            | Atlético Petróleos Luanda           | - (-)            |
| 2006-                | FC Metz                             | 4 (0)            |
| Selección nacional   |                                     |                  |
| 1998-                | Angola                              | 20 (0)           |

- Datos: Q1342923
- Multimedia: Luís Delgado / Q1342923